# SJ X7 sorozat
Az SJ X7 sorozat egy svéd 15 kV, 16,7 Hz AC áramrendszerű villamosmotorvonat-sorozat volt. Az SJ üzemeltette. 1949 és 1951 között gyártotta az ASEA. Összesen 26 motorkocsi és 22 pótkocsi készült. Az SJ 1983-ban selejtezte a sorozatot, helyüket az SL X10 sorozat vette át.